# Umbrete
Umbrete é um município da Espanha, na província de Sevilha, comunidade autónoma da Andaluzia. Tem 11,9 km² de área e em 2021 tinha 9 086 habitantes (densidade: 763,5 hab./km²). Pertence à comarca de Aljarafe, e limita com os municípios de Sanlúcar la Mayor, Benacazón, Bollullos de la Mitación e Espartinas.